# Paspalum distichum
Paspale distique, Paspale à deux épis, Digitaire des marais
Espèce
Synonymes
- Digitaria paspalodes Michx.
- Digitaria paspaloides Michx.
- Paspalum paspalodes (Michx.) Scribn.
- Paspalum paspaloides (Michx.) Scribn.

Le Paspale distique, Paspale à deux épis ou Digitaire des marais (Paspalum distichum), est une espèce de plantes monocotylédones de la famille des Poaceae, sous-famille des Panicoideae, originaire d'Amérique du Sud.
C'est une plante herbacée, vivace, traçante grâce à ses rhizomes et ses nombreux stolons grêles et allongés, formant souvent des tapis lâches. Elle est considérée en Europe comme une plante envahissante.

## Liste des sous-espèces et variétés
Selon Tropicos (12 septembre 2016) (Attention liste brute contenant possiblement des synonymes) :
- Paspalum distichum subsp. distichum
- Paspalum distichum subsp. paspalodes (Michx.) Thell.
- Paspalum distichum subsp. paucispicatum (Vasey) Verloove & Reynders
- Paspalum distichum subsp. vaginatum (Sw.) Maire
- Paspalum distichum var. anpinense Hayata
- Paspalum distichum var. digitaria (Poir.) Hack.
- Paspalum distichum var. distichum
- Paspalum distichum var. indutum Shinners
- Paspalum distichum var. littorale (R. Br.) F.M. Bailey
- Paspalum distichum var. longirepens Domin
- Paspalum distichum var. microstachyum Domin
- Paspalum distichum var. nanum (Döll) Stapf
- Paspalum distichum var. tristachyum (J. Le Conte) Alph. Wood
- Paspalum distichum var. vaginatum (Sw.) Griseb.

## Description

### Appareil végétatif
Le Paspale distique est une plante herbacée vivace de 1 m de haut. La tiges ronde et creuse possède des entrenœuds poilus et renflés. Les feuilles linéaires mesurent de 5 à 15 mm de long  et de 0,2 à 0,7 mm de large.

### Appareil reproducteur
L'inflorescence en forme de V est formée de 2 épis vert pâle denses de 2 à 7 cm de long.

## Répartition
Paspalum distichum a une aire de répartition qui couvre la plupart des régions tempérées chaudes, tropicales et subtropicales du monde, régions dans lesquelles sa croissance est favorisée par sa photosynthèse en C4 .
On rencontre cette espèce notamment  en Amérique du Nord, à l'exception du Canada, en Amérique centrale et en Amérique du Sud, en Europe méridionale, en Asie dans le sud de l'ex-URSS, au Moyen-Orient, dans le sous-continent indien, en Asie du sud est, en Chine, au Japon et en Corée, aux Philippines,  en Australie et Nouvelle-Zélande, ainsi que dans les îles du Pacifique. En Afrique, on ne la trouve qu'en Afrique du Nord et en Afrique australe.
Son aire d'origine n'est pas connue de façon certaine : on la considère généralement comme indigène en Amérique du Nord et du Sud, d'où elle a été introduite en Europe et dans la plupart des régions d'Asie. Certains chercheurs estiment qu'elle serait originaire de la zone Pacifique, bien qu'elle ait été introduite à Hawaï, en Australie et en Nouvelle-Zélande. Pour d'autres elle serait native d'Afrique australe et d'Australie.
En France, le paspale distique a été introduit à Bordeaux en 1800, et au bord de la Loire dans la première moitié du XXe siècle.

## Écologie
Le Paspale colonise les milieux humides : les plans d'eau, les rizières du sud de la France, les prairies inondables, les gazons irrigués. Favorisé par la propagation de ses rhizomes, il s'impose aux plantes concurrentes en particulier par forte chaleur, portant ainsi atteinte à la biodiversité des milieux qu'il colonise.
Le Paspale distique est classé comme adventice nuisible des cultures dans 61 pays.

## Espèce envahissante
En Europe, cette espèce de plante est considérée comme invasive,. En Inde, sa présence en bord de cours d'eau a été reconnue comme responsable de la diminution des populations de poisson.

### Conséquences

#### Sur la biodiversité
Le Paspale distique forme des colonies denses qui concurrencent la végétation indigène et qui peuvent dégrader certains habitats d'intérêt communautaire,.

#### Sur les cultures
Lorsqu'il forme des grandes colonies dans les rizières, il peut causer une diminution ou parfois même causer une perte des cultures. L'espèce est reconnue comme adventice secondaire du maïs et du tournesol. Il engendre par ailleurs des problèmes dans la gestion de l'eau.

### Mesures d'éradication
Il est important d'éviter de propager la plante en raison de son caractère invasif.

#### Méthodes physiques

##### Arrachage manuel
L'arrachage manuel n'est envisageable que pour des zones limitées.

##### Coupe rase
Cette méthode permet de limiter la production de graines qui peuvent disperser la plante mais ne permet pas de l'éradiquer.

#### Méthodes biologiques

##### Revégétalisation
Cette méthode est efficace pour freiner l'expansion de la plante car le Paspale distique est peu tolérant à l'ombre.

##### Pâturage
Cette méthode peut aider à contrôler l'espèce.

#### Méthodes chimiques
Les méthodes chimiques sont peu ou pas efficaces contre le Paspale distique.

## Utilisations

### Lutte contre l'érosion
Le Paspale distique est utilisé pour lutter contre l'érosion grâce à son réseau de stolons.

### Fourrage
Le Paspale distique est utilisé comme plante fourragère et comme plante de pâturage.